# 牧志駅
牧志駅（まきしえき）は、沖縄県那覇市牧志三丁目にある、沖縄都市モノレール線（ゆいレール）の駅である。駅番号は9。
国際通りの北側の入口に当たり、複合商業施設「さいおんスクエア」とデッキで直結する。

## 歴史
- 2003年（平成15年）8月10日：那覇空港駅 - 首里駅間開業と同時に開業[1][2]。
- 2014年（平成26年）10月20日：ICカード「OKICA」の利用が可能となる[4][5]。
- 2020年（令和2年）3月10日：ICカード「Suica」の利用が可能となる[6][7][8]。

## 駅構造
島式ホーム1面2線を有する高架駅である。エスカレータ・エレベーターの設備がある。当駅の東側にポイントが設置されており、非常時には当駅での折り返し運転が可能である。

### のりば
| 番線 | 路線                  | 方向 | 行先           |
| ---- | --------------------- | ---- | -------------- |
| 1    | ■沖縄都市モノレール線 | 下り | てだこ浦西方面 |
| 2    | ■沖縄都市モノレール線 | 上り | 那覇空港方面   |

### 駅設備
- コインロッカー - 改札内に設置。
- ATM - 改札内
- 公衆電話 - 改札外に設置。
- 自動販売機（飲料）
- トイレ - 改札内に設置。

## 利用状況
2022年度の1日平均乗車人員は2,492人である。
開業後の1日平均乗降人員および乗車人員の推移は下記の通り。
| 年度               | 1日平均 乗降人員 | 1日平均 乗車人員 | 出典     |
| ------------------ | ---------------- | ---------------- | -------- |
| 2003年（平成15年） | 3,846            | 1,843            | [ * 1 ]  |
| 2004年（平成16年） | 4,030            | 1,921            | [ * 2 ]  |
| 2005年（平成17年） | 4,725            | 2,226            | [ * 3 ]  |
| 2006年（平成18年） | 5,175            | 2,414            | [ * 4 ]  |
| 2007年（平成19年） | 5,268            | 2,417            | [ * 5 ]  |
| 2008年（平成20年） | 5,145            | 2,354            | [ * 6 ]  |
| 2009年（平成21年） | 4,525            | 2,124            | [ * 7 ]  |
| 2010年（平成22年） | 4,355            | 2,057            | [ * 8 ]  |
| 2011年（平成23年） | 4,846            | 2,299            | [ * 9 ]  |
| 2012年（平成24年） | 5,257            | 2,505            | [ * 10 ] |
| 2013年（平成25年） | 5,562            | 2,672            | [ * 11 ] |
| 2014年（平成26年） | 5,781            | 2,819            | [ * 12 ] |
| 2015年（平成27年） | 6,207            | 3,038            | [ * 13 ] |
| 2016年（平成28年） | 6,769            | 3,305            | [ * 14 ] |
| 2017年（平成29年） | 7,181            | 3,505            | [ * 15 ] |
| 2018年（平成30年） |                  | 3,542            | [ * 16 ] |
| 2019年（令和元年） | 6,918            | 3,355            |          |
| 2020年（令和02年） | 2,582            | 1,282            |          |
| 2021年（令和03年） |                  | 1,410            |          |
| 2022年（令和04年） |                  | 2,492            |          |

## 駅周辺
- さいおんスクエア - デッキで直結
  - ロピア 沖縄国際通り店（2024年3月25日オープン[14][15])
- 牧志バス停（市外線専用）
- てんぶす前バス停（市内線専用）
- 安里バス停 - さいおんスクエア前
- 那覇市立壺屋小学校
- 琉球銀行壺屋支店
- コザ信用金庫安里支店
- 牧志郵便局
- ドン・キホーテ国際通り店
- マックスバリュ牧志店
- サンエー那覇店
- りうぼう安里駅前店
- のうれんプラザ
- 桜坂劇場
- 国際通り
- てんぶす那覇
  - 那覇市ぶんかテンブス館
  - 那覇市伝統工芸館
- 第一牧志公設市場
- ダイワロイネットホテル那覇国際通り（さいおんスクエア内） - 徒歩2分
- 南西観光ホテル
- ステーションホテル牧志
- オリオンホテル那覇（旧・ホテルロイヤルオリオン）
- ホテルパームロイヤルNAHA
- ハイアットリージェンシー那覇沖縄

## バス路線
- 牧志バス停、てんぶす前バス停、牧志駅前バス停、牧志公園前バス停、安里バス停

牧志バス停は那覇市外線（系統番号20番以降、但し101番を除く）のみ、てんぶす前バス停は那覇市内線（系統番号1番 - 17番、101番）のみ、牧志駅前バス停（「シー」バイク店前）は30番・泡瀬東線、牧志公園前バス停は30番と27番・屋慶名（大謝名）線、52番・与勝線、77番・名護東（辺野古）線・385番・サンエーパルコシティ線のそれぞれ美栄橋経由便が停車する。当駅の駅前大通りは、バスレーンとしても有名な国際通りであるため、路線バスとの乗り換えは比較的楽である。（ただし、日曜日の12:00 - 18:00はトランジットモールが実施され、牧志バス停、てんぶす前バス停は10番・牧志新都心線のみの発着となる。その他の路線の大半は牧志公園前バス停・牧志駅前バス停を利用する。）
牧志バス停、てんぶす前バス停は最寄りの交差点（蔡温橋交差点）を県庁方向に左折したところにあり、牧志駅前バス停は駅直下、牧志公園バス停は直進したところにある。
なお、信号を右折すると安里バス停がある。牧志駅近くにある安里バス停は、那覇バスターミナル向けは牧志・てんぶす前に停車する全路線（加えて美栄橋を経由する27・52・77・385番）が停車するが、那覇バスターミナルから各地へ向かう便のうち、泊高橋（国道58号）方面へ向かうバスの一部は停車せず、国際通りの端点、安里三叉路を左折した場所にある、別の安里バス停の利用となる。

## その他
- 駅到着時の車内チャイムは、沖縄民謡「いちゅび小節（いちゅびぐゎーぶし）」を編曲したものが流れる[16]。また、アレンジ違いが当駅始発専用の発車メロディに採用されている[注釈 1]が、通常ダイヤでは当駅折り返し列車が存在せず、後述の非常時にのみ設定されるため、耳にする機会はかなり少ない。
- 安里駅とは直線距離で300 mしか離れておらず、開業当初間に高い建物がなかったため目視できたが、牧志・安里再開発事業によるマンション建設のため現在は目視不可となった。
- 安里駅との間にはポイントがあり、非常時の折り返しに使用される。これまでに以下のような使用実績がある。
  - 2007年（平成19年）10月21日に儀保駅付近で行われた不発弾処理の際、朝8時頃から処理完了までゆいレール史上初の那覇空港 - 当駅間での折り返し運転が実施された。
  - 2023年（令和5年）8月3日に台風接近による影響で首里駅のポイント不具合が発生し、那覇空港 - 当駅間で折り返し運転が実施され、当駅 - てだこ浦西間はバスによる振り替え輸送が行われた。
  - 2024年（令和6年）6月29日、那覇空港駅付近の新車両基地への分岐器設置工事に伴い、当駅 - てだこ浦西間で折り返し運転が実施され、那覇空港駅 - 当駅間はバスによる振り替え輸送が行われた。
  - 2024年（令和6年）11月から2025年（令和7年）3月までの毎週金曜日は、深夜臨時列車運行のため、当駅終点の列車が運行される[17]。

## 隣の駅
沖縄都市モノレール
■沖縄都市モノレール線（ゆいレール）
美栄橋駅 (8) - 牧志駅 (9) - 安里駅 (10)

### 記事本文